# Viorica Dăncilă
Vasilica-Viorica Dăncilă (n. Vasilica-Viorica Nica, n. 16 decembrie 1963, Roșiorii de Vede, Teleorman, România) este o politiciană română, fost președinte al Partidului Social Democrat, care a ocupat funcția de cel de-al 67-lea prim-ministru al României de la 29 ianuarie 2018 până la 4 noiembrie 2019. Este prima femeie din istoria României care a deținut această funcție. Din 12 aprilie 2022 este președintele Partidului Națiune Oameni Împreună - prescurtat NOI, în urma primului Congres Național al partidului, organizat în Bucuresti.  
Viorica Dăncilă a fost propusă pe 16 ianuarie 2018 de către PSD pentru funcția de prim-ministru al României, în urma demisiei prim-ministrului Mihai Tudose. Guvernul Viorica Dăncilă a primit votul de încredere al Parlamentului pe 29 ianuarie 2018. Guvernul a picat pe 10 octombrie 2019, în urma unei moțiuni de cenzură.
Viorica Dăncilă a fost membră a Partidului Social Democrat din anul 1996, în organizația din Teleorman. De-a lungul anilor a deținut poziții atât în cadrul PSD, cât și în cadrul administrației locale. Viorica Dăncilă a fost consilier local și consilier județean până în anul 2009, când a fost aleasă europarlamentar. Până în 2018, Viorica Dăncilă a deținut două mandate succesive în Parlamentul European. 
De asemenea a deținut funcțiile de președinte de organizație locală de partid, vicepreședinte al PSD Teleorman, președinte al OFSD Teleorman și președinte la nivel național al Organizației Femeilor Social Democrate. Pe 27 mai 2019, Viorica Dăncilă a devenit președintele interimar al Partidului Social Democrat, după ce Liviu Dragnea a fost condamnat la închisoare cu executare în dosarul angajărilor fictive de la DGASPC Teleorman. În cadrul Congresului din 29 iunie, Viorica Dăncilă a fost aleasă președinte al PSD cu voturile a 2.828 de delegați.
Dăncilă a fost candidatul PSD la alegerile prezidențiale din noiembrie 2019. A pierdut în turul al doilea de scrutin, după ce a obținut 33,91% din voturi, împotriva președintelui Klaus Iohannis.

## Biografie
Viorica Dăncilă s-a născut la 16 decembrie 1963 în Roșiorii de Vede. Părinții săi au divorțat de tineri. Mama era țesătoare la fabrica de postavuri „Dorobanțul”, iar tatăl, Filimon Nica, era plutonier major în Armata Română. A urmat clasele a IX-a și a X-a, între 1978 și 1980, la Liceul „Mihai Viteazul” din Ploiești. Studiile liceale le-a finalizat la Liceul Energetic din același oraș. A absolvit Facultatea Forajul Sondelor și Exploatarea Zăcămintelor de Hidrocarburi, din cadrul Institutului de Petrol și Gaze Ploiești, în 1988. În 2006, a obținut masterul Spațiul Public European, în cadrul Școlii Naționale de Studii Politice și Administrative din București.

## Carieră profesională
În perioada 1997–1998 a fost profesoară la Liceul Industrial din Videle. Din 1997 până în 2009 a fost inginer la Petrom SA, sucursala Videle, serviciul Monitorizare Producție Țiței și Gaze.
La 15 mai 2021 a fost angajată consultant în Departamentul pentru Economia Verde al BNR.

## Carieră politică
A fost membră a PSD din 1996 până în 29 martie 2022, când a aderat la Partidul ,,Națiune, Oameni Împreună” (NOI). În perioada 2000–2003, a fost președinte al Organizației de Femei a PSD din Videle. Între 2004–2008, a fost consilier local din partea PSD, Consiliul Local Videle, iar între 2008–2009, a ocupat funcția de consilier județean PSD, Consiliul Județean Teleorman. Începând cu 2003 și până în 2011, a fost președinte al Organizației PSD din orașul Videle.

### În Parlamentul European

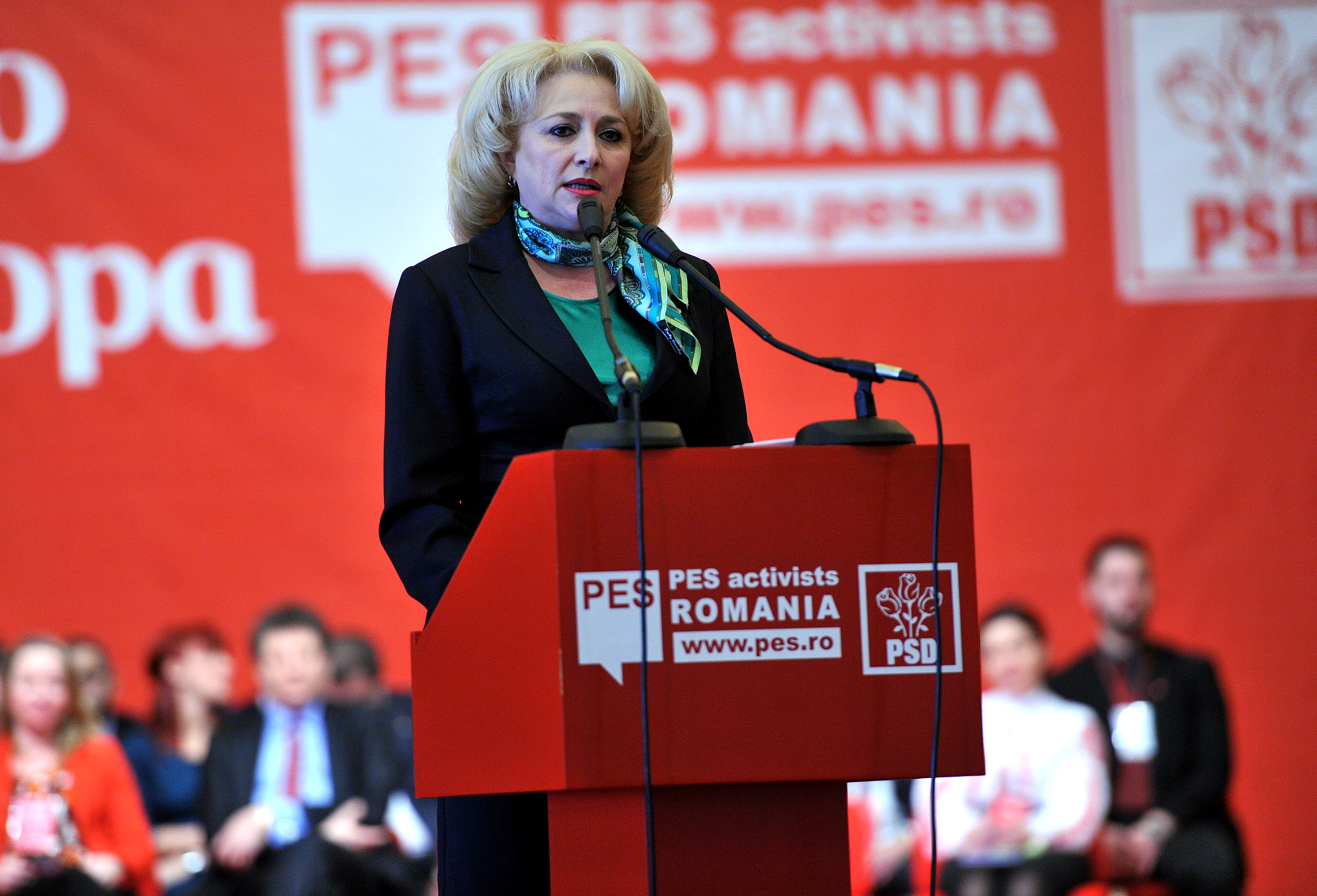
Viorica Dăncilă susține un discurs în cadrul Forumului Național al PES Activists, găzduit de Palatul Parlamentului.

În anul 2009, Viorica Dăncilă a fost aleasă pe listele Partidului Social Democrat pentru un prim mandat de deputat în cadrul Parlamentului European. Aceasta a activat în cadrul Grupului Alianței Progresiste a Socialiștilor și Democraților din Parlamentul European.
În anul 2014, a fost aleasă pentru un nou mandat de europarlamentar, pe listele aceluiași partid. Pe timpul mandatului, aceasta a fost vicepreședintă a Comisiei pentru Agricultură și Dezvoltare Rurală din Parlamentul European, membră în Comisia pentru Drepturile Femeii și Egalitatea de Gen și membru supleant în Comisia pentru Dezvoltare Regională. Dăncilă a deținut și poziția de lider al deputaților social-democrați români din Parlamentul European.
În perioada cât a fost europarlamentar, Viorica Dăncilă a fost raportor principal pentru un raport și raportor alternativ pentru alte șase rapoarte, nivel de activitate ce o plasează pe locul 14 din 32 în cadrul europarlamentarilor români. În 2015 a fost nominalizată pentru premiul de cel mai bun europarlamentar la categoria Agricultură. Doi ani mai târziu, în 2017, a fost nominalizată din nou, la două categorii: Drepturile Femeii și Egalitate de Gen, respectiv Cercetare și Inovare.

### În Organizația Femeilor Social Democrate
La Conferința Națională a Femeilor Social Democrate din 4 octombrie 2015, Viorica Dăncilă a fost aleasă, cu unanimitate de voturi, președinta OFSD. La inițiativa Vioricăi Dăncilă, Organizația Femeilor Social Democrate a pus bazele Pactului pentru protejarea femeilor de violență domestică și viol și a decis înființarea unei Comisii de lucru în acest sens.

### Prim-ministru

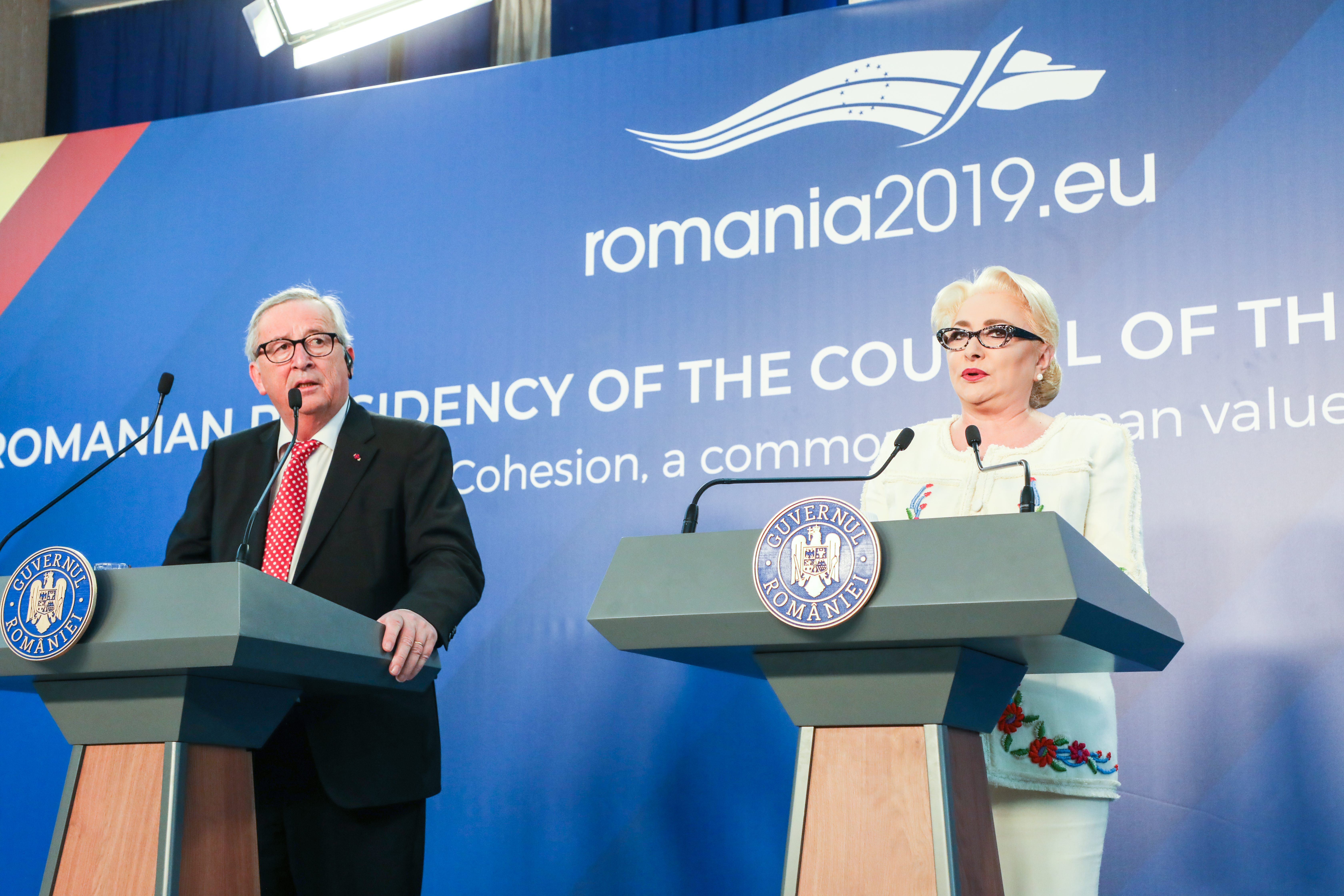
Viorica Dăncilă și președintele Comisiei Europene, Jean-Claude Juncker, în timpul vizitei Colegiului Comisarilor la Palatul Victoria cu ocazia preluării presedinției Consiliului Uniunii Europene de către România

Pe 16 ianuarie 2018, Viorica Dăncilă a fost nominalizată de Comitetul Executiv al PSD pentru funcția de premier. Nominalizarea a venit la o zi după ce Mihai Tudose (PSD) a demisionat ca urmare a retragerii sprijinului politic de către propriul partid. Președintele Klaus Iohannis a acceptat nominalizarea și a numit-o pe Viorica Dăncilă în funcția de prim-ministru al României. Ea a devenit astfel prima femeie din istoria României care ocupă această funcție și al treilea premier al țării în șapte luni. Decizia președintelui a fost criticată de susținătorii acestuia și de partidele de opoziție. Guvernul Viorica Dăncilă a primit votul de încredere al Parlamentului pe 29 ianuarie. Viorica Dăncilă este văzută ca un aliat al liderului PSD Liviu Dragnea.
În februarie 2018, Viorica Dăncilă a provocat un scandal după ce i-a catalogat drept „autiști” pe europarlamentarii români care au informat UE cu privire la modificările aduse legilor justiției, iar Consiliul Național pentru Combaterea Discriminării s-a autosesizat în acest caz, decizia fiind însă în favoarea premierului. Ulterior, Viorica Dăncilă și-a cerut scuze public, precizând că prin comparația făcută nu a dorit să aducă jigniri persoanelor cu tulburări din spectrul autismului.
De-a lungul mandatului de premier, Viorica Dăncilă a fost criticată pentru greșelile gramaticale și de exprimare, precum și pentru gafele de protocol diplomatic. Faptul că prin acțiunile sale a arătat că susține necondiționat interesele liderului de partid și că scopul său este să se supună și să pună în practică planurile acestuia (precum cele referitoare la schimbările Codului penal), a determinat cele mai multe medii să o portretizeze ca fiind nu deținătoarea unei poziții de putere, ci doar o „marionetă” politică. Guvernul condus de Viorica Dăncilă a fost ținta unor proteste de stradă, care au escaladat în violențe pe 10 august 2018.
În timpul guvernării conduse de Viorica Dăncilă, România a preluat președinția rotativă a Consiliului Uniunii Europene, de la 1 ianuarie la 31 iulie 2019. Pe plan economic, guvernul a crescut salariul minim pe economie de la 1900 la 2080 de lei și a introdus noțiunea de salariu minim pe economie pentru persoanele cu studii superioare, care la 1 ianuarie 2019 era de 2350 lei. De altfel, guvernul a continuat emiterea de tichete de vacanță oferite bugetarilor, peste 1,2 milioane de români primind tichetele de-a lungul anului 2018.
Guvernul Dăncilă a fost demis prin moțiune de cenzură pe 10 octombrie 2019. Guvernul a rămas în funcție ca interimar până la acordarea votului de încredere noului cabinet condus de Ludovic Orban la 4 noiembrie 2019.

### Candidată la alegerile prezidențiale din 2019
Pe 23 iulie 2019, Viorica Dăncilă a fost desemnată de Biroul Politic Național al PSD candidata partidului la alegerile prezidențiale din noiembrie. Candidatura acesteia a fost oficializată în cadrul Congresului din 24 august. La 24 noiembrie 2019, a pierdut în al doilea tur de scrutin, în care a obținut doar 33,91% din voturi, împotriva președintelui Klaus Iohannis.

### Excluderea din lista PSD pentru alegerile parlamentare din 2020
Viorica Dăncilă a fost exclusă din lista candidaților PSD a județului Teleorman pentru alegerile parlamentare din 2020, ca și alți politicieni din fostele guverne PSD din perioada Liviu Dragnea, care au fost trași pe linie moartă precum Marian Oprișan, Florin Iordache, Eugen Nicolicea, Carmen Dan și Șerban Nicolae.

## Poziții politice

### Inițiativa cu privire la o viitoare mutare a ambasadei României în Israel

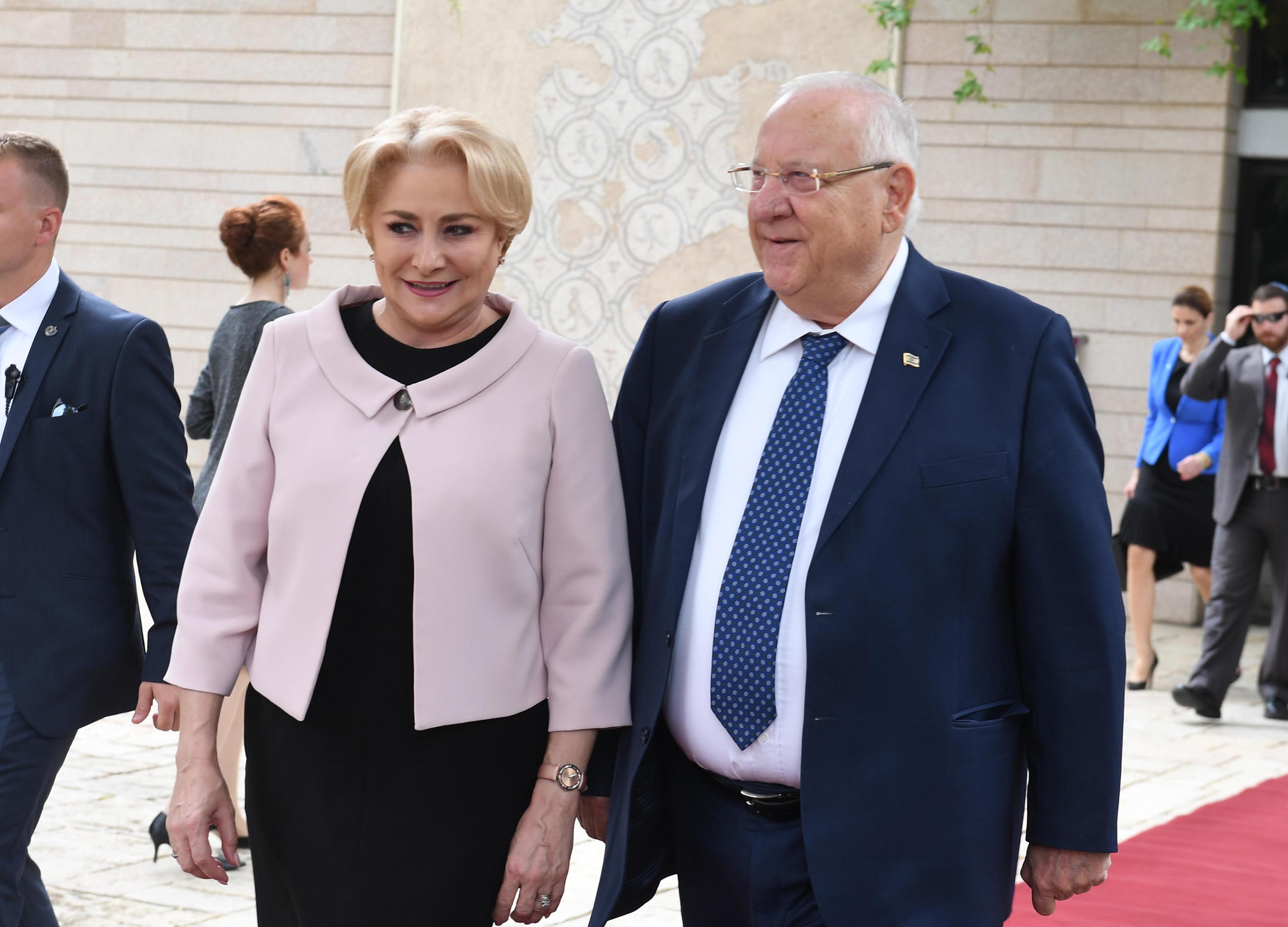
Viorica Dăncilă și președintele israelian Reuven Rivlin

În aprilie 2018, Viorica Dăncilă a anunțat adoptarea unui memorandum pentru mutarea ambasadei României în Israel de la Tel Aviv la Ierusalim, în contextul în care statutul Ierusalimului este contestat atât în dreptul internațional, cât și în practica diplomatică. Președintele Klaus Iohannis, care nu fusese informat în legătură cu această decizie, a acuzat-o de încălcarea prerogativelor constituționale, solicitându-i ulterior demisia din funcția de prim-ministru. Mai mult, liderul PNL, Ludovic Orban, a depus plângere la Parchetul General împotriva acesteia pentru înaltă trădare și uzurparea funcției publice. Pe 28 iunie 2018, DIICOT a început urmărirea penală in rem în acest caz. Ulterior, dosarul a fost clasat deoarece faptele nu există.
În martie 2019, în cadrul Conferinței Comitetului Americano-Israelian pentru Politici Publice, desfășurată în Statele Unite, Viorica Dăncilă a anunțat că Guvernul României va lua decizia mutării ambasadei României de la Tel Aviv la Ierusalim, după finalizarea analizei de către „toți actorii constituționali și în deplin consens”. Anunțul a fost criticat de președintele Klaus Iohannis, de fostul președinte Traian Băsescu, dar și de ambasadorul Palestinei în România. Ca urmare a anunțului, regele Iordaniei, Abdullah al II-lea, și-a anulat vizita programată în România, iar vizita oficială a președintelui Senatului, Călin Popescu Tăriceanu, în Maroc a fost amânată la solicitarea părții marocane.

## Viață personală
Viorica Dăncilă este căsătorită cu Cristinel Dăncilă, manager la OMV Petrom și fost consilier PSD în Consiliul Județean Teleorman. Împreună, cei doi au un fiu, Victor Florin. Acesta a fost înfiat de cuplul Viorica–Cristinel Dăncilă în ianuarie 1990 de la o familie cu opt copii din Butești, Teleorman.